# Partit del Treball (Mèxic)
El Partit del Treball (acrònim: PT. Oficialment, en castellà, Partido del Trabajo) és un partit polític de Mèxic, fundat el 8 de desembre de 1990. A la LXIV Legislatura, el PT compta amb 28 escons a la Cambra de Diputats.
És un partit d'esquerra i compta amb el suport de diversos sectors populars regionals i internacionals. El seu lema és «Unitat Nacional, Tot el poder al Poble!».
A les eleccions presidencials de 2018 va ser la quarta força política nacional en rebre el 6% dels vots emesos. Forma part de l'aliança electoral Juntos Haremos Historia, que dona suport al president mexicà Andrés Manuel López Obrador.